# Boruto: Naruto Next Generations
A Boruto: Naruto Next Generations (BORUTO-ボルト- NARUTO NEXT GENERATIONS) japán mangasorozat, amelynek írója Kodacsi Ukjó, rajzolója Ikemoto Mikio. A Boruto: Naruto Next Generations manga alapján készülő anime rendezője Abe Norijuki. A manga 2016. május 9-én, míg az anime 2017. április 5-én indult. Jelenleg 293 része van. Az anime a 293.rész után szünetre vonul határozatlan ideig.
epizódlista: epizódlista
A manga a Súkan Sónen Jumpban jelenik meg. Az animét a TV Tokyo sugározza. 

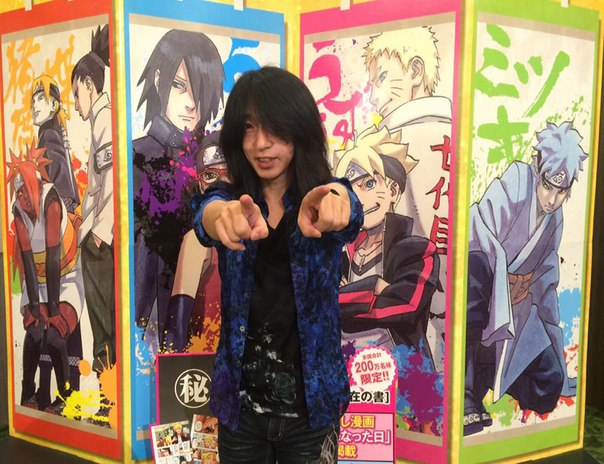
Takanasi Jaszuharu a Boruto: Naruto the Movie szereplőit ábrázoló képek előtt

## Cselekmény
Az első rész eleje a jövőre utal. Láthatjuk a felnőtt Borutot, Naruto fiát, ahogy harcol egy Kawaki nevű, nagyjából vele egykorú sráccal. Kawakiről gyanítják, hogy a későbbi részekben feltűnő Jigen fia. A csata a hokage arcoknál zajlik. Az ő kőarcának a fele van csak meg, és megtudjuk, hogy a harc kezdetén történt valami Narutoval. Idézem Kawakit: ,,oda küldelek, ahova a hetediket” – mint ugye már tudjuk, a hetedik hokage Naruto.

## Fordítás
- Ez a szócikk részben vagy egészben  a   Boruto: Naruto Next Generations című angol Wikipédia-szócikk ezen változatának fordításán alapul.  Az eredeti cikk szerkesztőit annak laptörténete sorolja fel. Ez a jelzés csupán a megfogalmazás eredetét és a szerzői jogokat jelzi, nem szolgál a cikkben szereplő információk forrásmegjelöléseként.